# Eilema innotata
Eilema innotata är en fjärilsart som beskrevs av Moore 1877. Eilema innotata ingår i släktet Eilema och familjen björnspinnare. Inga underarter finns listade i Catalogue of Life.